# Live at High Voltage
Live at High Voltage – album koncertowy brytyjskiej grupy muzycznej Sylosis. Został wydany 23 lipca 2011 roku.

## Lista utworów
1. "Empyreal (Part 1)" – 5:32
2. "Reflections Through Fire" – 5:13
3. "Sands of Time" – 5:08
4. "Stained Humanity" – 4:46
5. "Eclipsed" – 5:08
6. "Atlered States of Conciousness" – 5:42
7. "Teras" – 5:50

## Twórcy
- Josh Middleton – gitara, śpiew
- Alex Bailey – gitara
- Carl Parnell – gitara basowa
- Rob Callard – perkusja